# 마케팅 조사
마케팅 조사 또는 마케팅 연구는 마케팅 제품 및 서비스와 관련된 문제에 대한 질적 및 양적 데이터를 체계적으로 수집, 기록 및 분석하는 것이다. 목표는 마케팅 믹스의 변화하는 요소가 고객 행동에 어떤 영향을 미치는지 식별하고 평가하는 것이다.
여기에는 이러한 문제를 해결하는 데 필요한 데이터를 지정하고 정보 수집 방법을 설계하고 데이터 수집 프로세스를 관리 및 구현하는 작업이 포함된다. 수집된 데이터를 분석한 후 이러한 결과 및 발견 사항은 이에 따라 조치를 취할 권한이 있는 사람들에게 전달된다.
시장 조사, 마케팅 조사 및 마케팅은 일련의 비즈니스 활동이다. 때때로 이것들은 비공식적으로 처리된다.
마케팅 조사 분야는 시장 조사 분야보다 훨씬 오래되었다. 둘 다 소비자를 포함하지만 마케팅 조사는 특히 광고 효과 및 영업 인력 효과와 같은 마케팅 프로세스에 관심이 있는 반면 시장 조사는 특히 시장 및 유통에 관심이 있다. 시장 조사와 마케팅 조사를 혼동하는 두 가지 설명은 용어의 유사성과 시장 조사가 마케팅 조사의 하위 집합이라는 것이다. 두 분야 모두에서 전문 지식과 관행을 갖춘 주요 기업으로 인해 더 많은 혼란이 존재한다.

## 같이 보기
- A/B 테스트
- 시선 추적
- 카피 테스트
- 소비자 행동
- 실험계획법
- 지식 경영
- 마케팅
- 선전 (사회학)